# アンソニー・グスタフ・ド・ロスチャイルド
アンソニー・グスタフ・ド・ロスチャイルド（英: Anthony Gustav de Rothschild、1887年6月26日 - 1961年2月5日）は、イギリスの銀行家。英国ロスチャイルド家の分流の一人。愛称はトニー。

## 経歴

### 生い立ち
1887年にレオポルド・ド・ロスチャイルドの三男としてロンドンで生まれる。母はマリア・ペルージャ。兄にライオネル・ネイサンとエヴェリン・アシルがいる。
ハーロー校を経てケンブリッジ大学トリニティ・カレッジを卒業。1913年にマスター・オブ・アーツの学位を取得した。
1914年の第一次世界大戦にはバッキンガムシャー国防義勇軍騎兵部隊「ヨーマンリー」に所属する少佐として出征し、ガリポリの戦いに参加して負傷した。ちなみに次兄エヴェリンも出征しており、彼はパレスチナ戦線で戦死している。

### 兄との共同事業時代
1915年に伯父ロスチャイルド卿が死去すると、その次男であるチャールズがN・M・ロスチャイルド&サンズの経営を主導するようになったが、チャールズは病気でまもなく退任したため、ライオネルとアンソニーが会社の主導権を握るようになった。
1930年代、ナチ党政権の誕生によりドイツでユダヤ人迫害が強まった。これを憂慮したアンソニーは、本家のヴィクターや兄ライオネルとともに「ドイツユダヤ人のための英国中央基金」や「ドイツユダヤ人のための委員会」などの募金機関を立ち上げ、ドイツ・ユダヤ人の亡命と亡命後の生活の支援を行った。とりわけ一世代若いヴィクターがこの救済活動に熱心だった。やや高齢のライオネルとアンソニーの兄弟は、イギリス社会から排除されないためには、まずイギリス人として行動するべきでユダヤ人であることは二の次という考え方が染み付いていたため、運動にかける情熱には温度差もあったものの、兄弟も出来る限り多くのユダヤ人を救おうと奔走したことに疑いはない。
第二次世界大戦中にライオネルとアンソニー兄弟は法人組織「ロスチャイルド・コンティニュエーション（Rothschild Continuation）」を創設した。N・M・ロスチャイルド&サンズは個人営業であり、その経営権はロスチャイルド一族に限定されていた。兄弟としてはロンドン空襲で自分たちの身に万が一があった場合に備えて法人組織を作っておくことにしたのだった。結局、アンソニーは大戦を無事に乗り切ったが、ロンドン空襲ではメイフェアにあったアンソニーの邸宅が焼失している。

### 単独事業時代
大戦中の1942年に兄ライオネルが病死し、以降N・M・ロスチャイルド&サンズの経営はアンソニーが単独で主導するようになった。
戦争が終結すると復員した兄の長男エドムンドをパートナーにしたものの、彼はまだ銀行業務が経験不足であり、また本家のヴィクターは銀行業務に関心を示さないという状況だったため、アンソニーには一族内に頼れるパートナーがなかった。そのため、慣例に反してロスチャイルド一族以外の社員を重用した。とりわけデビッド・コルビルを総支配人として片腕とした（コルビルは1960年にはパートナーとなっており、ロスチャイルド家以外の人間として初めてN・M・ロスチャイルド&サンズの経営に参画することになった）。
イギリスは第二次世界大戦で負った打撃から立ち直れず、次々と植民地を喪失するなど衰退の一途をたどった。N・M・ロスチャイルド&サンズもその影響を免れなかった。アメリカの銀行が次々とイギリスに進出してきて、戦後復興を牛耳った。その事業はN・M・ロスチャイルド&サンズと競合するものだった。イギリス銀行界の老舗たるロスチャイルド家もいよいよ影が薄くなっていき、「ブランド一流、仕事三流」などと陰口されるようになった。だがそれでもロスチャイルド家には長年にわたって培ったノウハウがあり、イギリス政府と密接に結びついて積極的な事業を続けた。
1952年にはイギリス首相ウィンストン・チャーチルの要請を受けて、カナダ・ニューファンドランドに1800万平方キロメートルという広大な土地を購入し、ブリティッシュ・ニューファンドランド（BRINCO）を創設して同地の資源開発を進めた。リオ・ティントやスエズ運河会社などの豪華キャストが参加している。この事業は「今世紀この大陸における最大の不動産取引」と評された。帝国主義者であるチャーチルも大いに喜び、この事業に「偉大なる帝国の受胎」という名前を付けている。
1955年に脳溢血で倒れ、経営の第一線から退いた。以降コルビルとマイケル・バックスがエドムンドを支えて銀行業を主導した。

### 死去
1961年2月5日に死去した。73歳だった。
アンソニーの死後、エドムンドの弟であるレオポルドやアンソニーの息子であるエヴェリンもN・M・ロスチャイルド&サンズの経営に参画するようになり、エドムンド、レオポルド、エヴェリンの「三頭体制」の経営に移行していった。

## 人物
1949年にイギリス政府当局が交通状態緩和のため、自動車通勤をする者たちに鉄道利用を呼びかけた際、アンソニーはそれに応じて運転手付き自動車出勤を止めて、地下鉄通勤に切り替えた。社長出勤者の大多数はこんな呼びかけなど歯牙にもかけなかったから、極めて異例だった。世間でも話題になり、マスコミにも取り上げられた。その宣伝効果を狙った部分もあったかもしれないが、それ以上に実利的でもあり、他のライバル銀行の頭取たちが交通渋滞に巻き込まれて車の中でイライラふんぞり返っているのを尻目にアンソニーは朝早くから出勤して差を付けることができたという。

## 家族
- 妻イヴォンヌ・リディア・ルイーザ・カーン・ダンヴェール（Yvonne Lydia Louise Cahen d'Anvers） - ユダヤ人銀行家の娘。1926年に結婚し、3子を儲けた[1]。実家のカーン・ダンヴェール家は著名なユダヤ系銀行財閥ビショフシェム家の姻戚（イヴォンヌの曾祖母がビショフシェム家出身）。
- 第1子（長女）レネー・ルイーザ・マリー（Renée Louise Marie）（1927年-2015年）
- 第2子（次女）アン・ソニア（Anne Sonia）（1930年-1971年）
- 第3子（長男）エヴェリン・ロバート・アドリアン（1931年-）